# Otto Müller (Computerpionier)

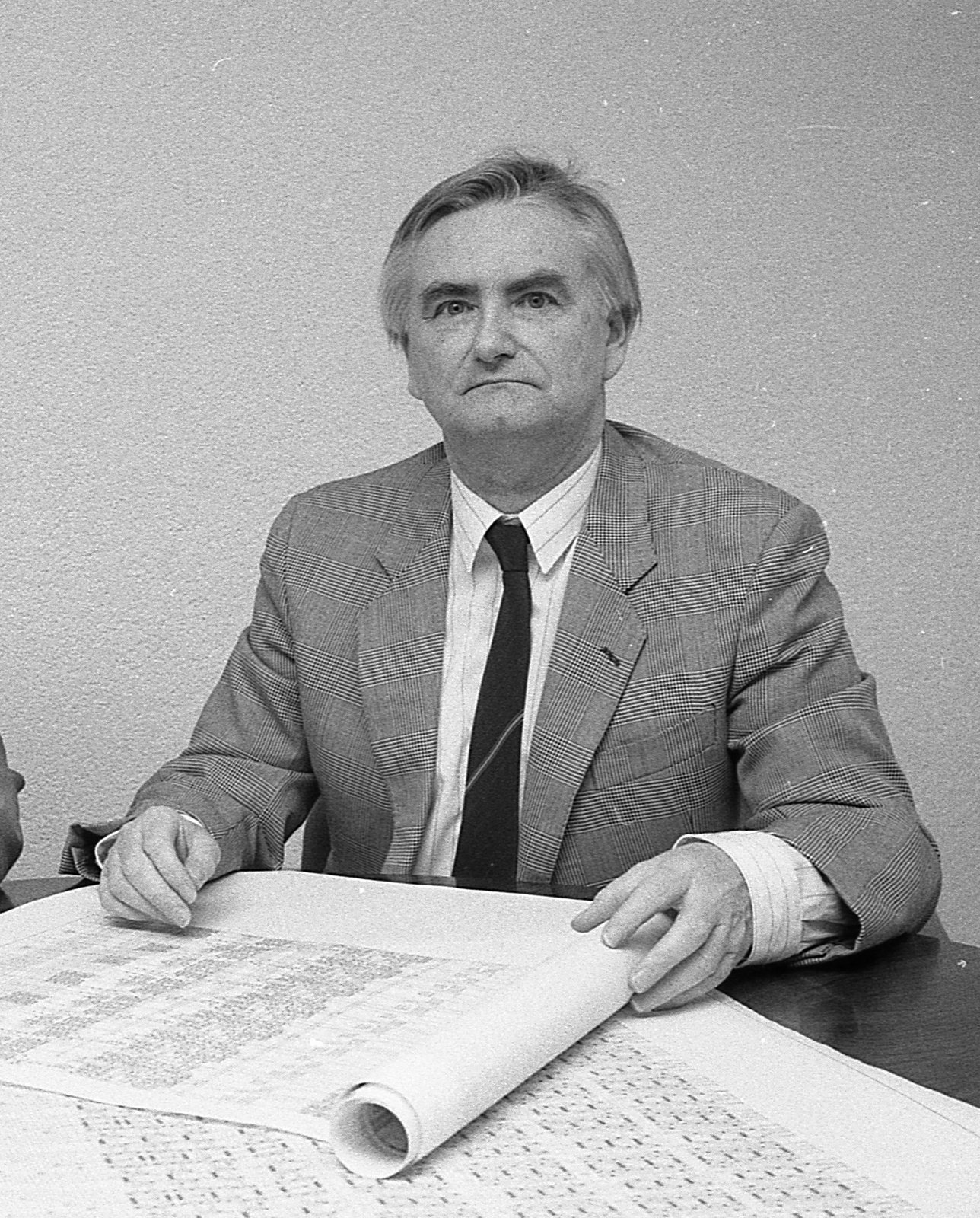
Otto Müller, Januar 1989

Otto Müller (* 30. Juli 1934 in Heilbronn; † 26. August 2020 auf Gran Canaria) war ein deutscher Computerpionier und Unternehmer. Er gründete zusammen mit seiner ersten Frau Ilse Müller die Unternehmen Computertechnik Müller (1972) und Hyperstone (1990). Die Gründungen beruhten jeweils auf seinen Eigenentwicklungen, zum einen einem 16-Bit-Rechner für die Mittlere Datentechnik und zum anderen einem RISC-Mikroprozessor für Controller-Aufgaben.

## Jugend und Tätigkeiten als Angestellter
Müller besuchte ein Gymnasium in Heilbronn bis zur Mittleren Reife, machte anschließend eine Rundfunkelektriker-Lehre in Backnang und studierte Elektrotechnik an der Fachhochschule Konstanz.
Als er 1958 seine spätere Frau kennenlernte, war er in Backnang als Entwicklungsingenieur bei Telefunken angestellt. In dieser Firma wurde später der Großrechner TR 4 entwickelt. 1961 bot er den Entwurf seines ersten eigenen Rechners seinem Arbeitgeber an. Ein Jahr darauf war daraus der fast fertige Rechner „TR 10“ geworden. Er und seine Frau boten den „TR 10“ Telefunken an, sie fanden aber kein Interesse, weil der Rechner als zu klein eingeschätzt wurde. Es wurden nur einige Prototypen gebaut.
1963 zogen die Müllers mit der Abteilung „Elektronische Rechengeräte“, in der er bei Telefunken arbeitete, von Backnang nach Konstanz. Noch im selben Jahr nahm er eine Anstellung beim IBM Research Center an. Seine Frau folgte ihm in die USA. 1964 warb die Firma Nixdorf Computer aus Paderborn die Müllers zurück nach Deutschland.

## Projekte

### Nixdorf 820
Bei Nixdorf entwickelte Otto Müller seinen ersten kommerziell erfolgreichen Computer, die Wanderer Logatronic, aus der später das Nixdorf System 820 hervorging.

### CTM
1969 kündigte Otto Müller bei Nixdorf, und die Familie Müller machte sich mit der Gründung des „Ingenieurbüros für Computertechnik Otto Müller“ in Konstanz selbständig. Ende 1969, Anfang 1970 zog das Ingenieurbüro einschließlich aller Angestellten nach Palo Alto in die USA, um für Dura/Itel einen Rechner zu entwickeln. Dieses Engagement dauerte zwar nur einige Monate, brachte die junge Firma aber ein deutliches Stück weiter auf dem Weg zum eigenen Rechner. Zurück in Deutschland gelang es Ende 1970 nach ein paar Wochen, einen entsprechenden Auftrag von der Firma Triumph-Adler zu erhalten.

### TA 1000

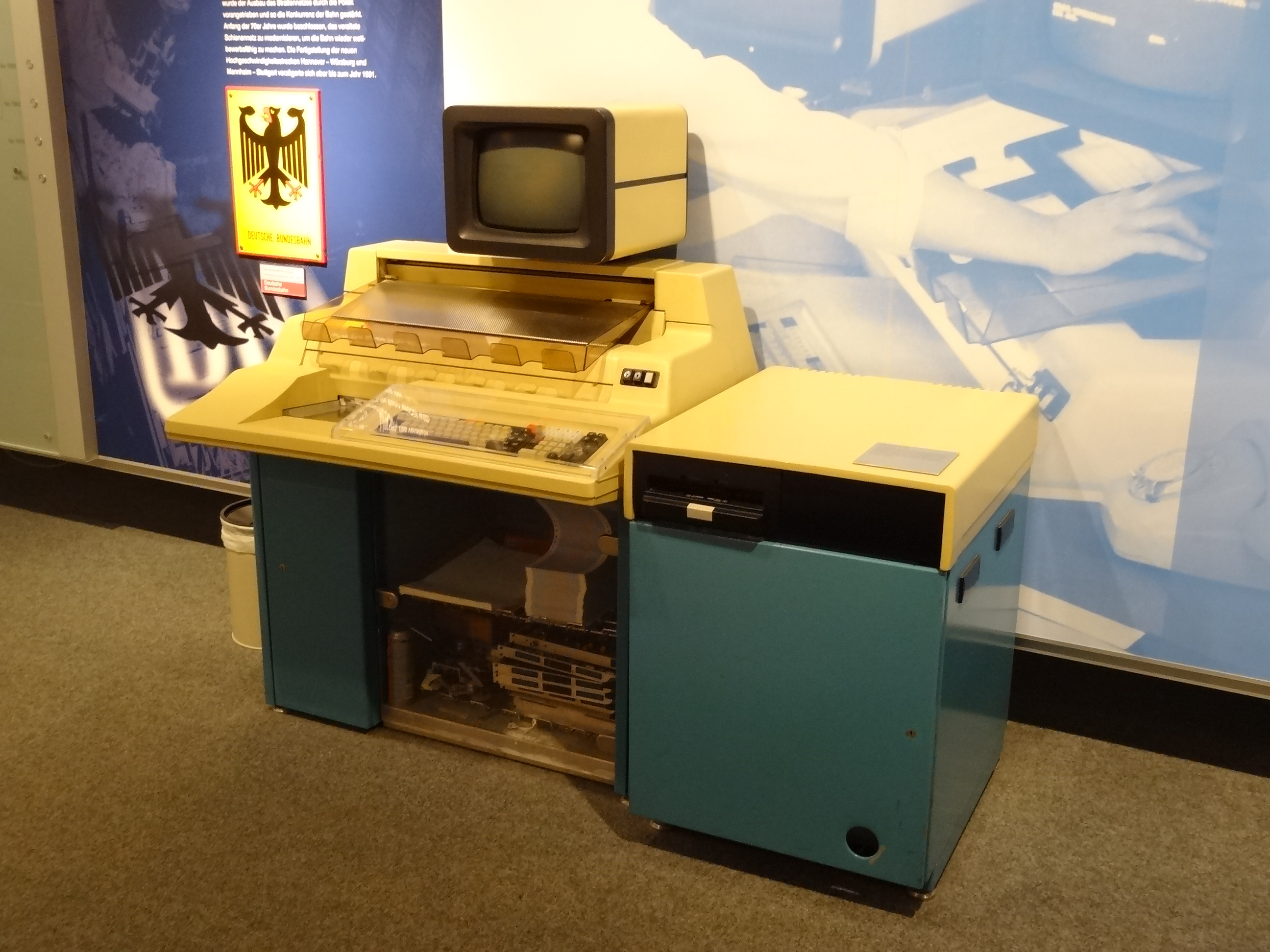
Datenstation TA 1069, DB Museum Nürnberg

Im Januar 1972 schloss das Ingenieurbüro die Arbeiten für diesen Auftrag ab mit der Fertigstellung des Prototyps des Rechners TA 1000, einem 8-Bit-System. Dieser Rechner wurde u. a.
- eingesetzt bei der Deutschen Bundesbahn (Bez.:TA1069) als Frontend zum konzerneigenen Buchungssystem
- Steuerberater Taylorix und freie Steuerberater erfassten die Buchungssätze ihrer Kunden auf Magnetbandkassette und übermittelte dies per Modem an die Datev
- In vielen Rathäusern wurde die Datenverwaltung per Modem an die AKDB übermittelt.[4]
- Viele Firmen verwalteten Rechnungswesen, Lagerbestand, Angebotskalkulation, Lohn und Lohnsteuer sowie Personaldaten.

### CTM 70
Auf der Hannover Messe 1972 präsentierte die neu gegründete Firma Computer Technik Müller CTM den Prototyp eines eigenen 16-Bit-Rechners, des CTM70. An diesem Rechner arbeitete auch der Designer Hartmut Esslinger mit, der dafür im selben Jahr einen Preis des iF, International Forum Design erhielt. In den darauf folgenden Jahren baute CTM seine Produktpalette aus von z. B. dem Bildschirmarbeitsplatz BAP70 oder dem Small Business System SBS bis hin z. B. zum Client-Server System CTM 9032 mit BAP90-Arbeitsplätzen.
1974/75 übernahm Diehl die Kapitalmehrheit an der Firma CTM.

### Hyperstone
Im Jahr 1989 funktionierte der Prototyp eines 32-Bit-Hyperstone-Prozessors, den die Müllers entwickelt hatten, und sie beauftragten Siemens mit der Fertigung des gelieferten Layouts in Silizium. 1990 gründeten die Müllers das Unternehmen Hyperstone in Konstanz. Im selben Jahr kam der unter der Leitung von Otto Müller entwickelte Mikroprozessor E1 auf den Markt (siehe Computerwoche vom 2. November 1990). Dieser war der erste deutsche 32-Bit RISC-Prozessor. 1996 folgte eine Kombination aus einem RISC und einem DSP. Die erste serienmäßige Anwendung des Hyperstone E1 erfolgte ab 1991 durch die Firma Hypercope GmbH in Aachen auf aktiven ISDN-Karten (Slot und PCMCIA). Der Hyperstone E1 zeichnete sich hier durch seinen geringen Stromverbrauch (< 1A bei 5V) und die daraus resultierende geringe Wärmeentwicklung aus. Sein Architekturkonzept und der daraus resultierende Befehlssatz waren für diese Zeit bahnbrechend.
2001 erwirtschaftete Hyperstone mit 16 Mitarbeitern 4 Mio. Euro Jahresumsatz. Im Juli 2003 verkaufte das Ehepaar Müller Hyperstone an die britische CML-Gruppe.

## Ehrungen
Im Juli 1994 erhielt Otto Müller vom Fachbereich Informatik der Universität Tübingen die Ehrendoktorwürde verliehen. Es war die erste Ehrendoktorwürde, die dieser Fachbereich vergab.